# Seabear
Seabear — ісландський інді-фолк гурт із Рейк'явіка.

## Учасники
- Сіндрі Маур Сігфуссон (Sindri Már Sigfússon)
- Гюдб'єрг Глін Гюдмюндсдоуттір (Gudbjörg Hlin Gudmundsdottir)
- Інгіб'єрг Біргісдоуттір (Ingibjörg Birgisdóttir)
- Гатльдоур Рагнарссон (Halldór Ragnarsson)
- Ерн Інгі Аугустссон (Örn Ingi Ágústsson)
- К'яртан Брагі Б'ярнасон (Kjartan Bragi Bjarnason)
- Соулей Стефаунсдоуттір (Sóley Stefánsdóttir)

## Дискографія
- I'm Me on Sundays
- Singing Arc EP
- The Ghost That Carried Us Away (2007)
- Lion Face Boy / Cold Summer 7" (2009)
- We Built a Fire (2010)
- While the Fire Dies EP (2010)